# Bataille de Liyang
guerres de la fin de la dynastie Han
La bataille de Liyang (chinois simplifié : 黎阳之战 ; chinois traditionnel : 黎陽之戰 ; pinyin : Líyáng Zhī Zhàn), a lieu en 202-203, à la fin de la dynastie Han. elle est le résultat d'une tentative d’invasion par le Seigneur de guerre Cao Cao du territoire tenu par Shang Yuan et Yuan Tan, les fils de feu Yuan Shao, un rival de Cao Cao. La bataille a lieu lors du neuvième mois lunaire de 202 et c'est la première confrontation entre Cao et le clan Yuan depuis la mort de Yuan Shao, quatre mois auparavant. Bien qu’elle s’achève par la retraite de Cao Cao, cette bataille fait remonter à la surface les tensions entre les deux frères, au point qu'Yuan Tan se mutine contre son frère cadet Yuan Shang après le départ temporaire de Cao Cao.

## Situation avant la bataille
Depuis l’échec de la campagne contre Dong Zhuo, la Chine est déchirée par la guerre civile. Au bout de tant d'années, deux grandes factions, issues de la multitude de seigneurs de guerre, sont apparues dans le nord de la Chine dirigée par Yuan Shao, qui a le contrôle de fait des provinces de Ji (冀), Qing (青), Bing, et You. L’autre est dirigée par son ancien ami et subordonné Cao Cao, qui, en plus des trois provinces de Yan (兗), Yu, et Xu, a également le contrôle de la Cour impériale et de L’empereur Han Xiandi. Les deux chefs de guerre se sont affrontés lors de la bataille de Guandu en 200, qui s’est achevée par la victoire de Cao Cao. Malgré son échec, Yuan Shao réussit à réorganiser son armée et à mater les diverses rébellions qui cherchent à tirer profit de sa défaite. Il meurt en juin 202, sans avoir clairement choisi un de ses fils pour lui succéder.
Shao laisse derrière lui trois fils : l'aîné Yuan Tan, le second Yuan Xi et le cadet Yuan Shang. Même si la coutume veut que ce soit le fils aîné qui succède au père, Yuan Shao a favorisé Yuan Shang et s’est arrangé pour que Yuan Tan soit adopté par son frère aîné, qui est donc l'oncle de Tan. Malgré tout, Shao n'a jamais clairement désigné Shang comme étant son successeur officiel et lorsqu'il meurt son clan se divise en deux factions. Parmi les conseillers de Yuan Shao, Xin Ping et Guo Tu soutiennent Yuan Tan, tandis que Pang Ji et Shen Pei se sont ralliés à Yuan Shang. Malgré les faveurs accordées à Shang par son père, tout le monde s'attend à ce que la tradition soit respectée et que ce soit l’aîné, Yuan Tan, qui succède à son père. La faction pro-Shang réagit en produisant un faux testament de Yuan Shao qui fait de Yuan Shang le successeur du défunt. C'est un Yuan Tan aigri qui prend la tête de ses troupes et part pour Liyang (黎陽, au nord-ouest de l’actuel Xian de Xun, Henan), qui se trouve à proximité du fleuve Jaune, qui sert de frontière avec les territoires de Cao Cao. Yuan Shang envoie quelques soldats supplémentaires dirigés par Pang Ji pour aider (ou espionner) Yuan Tan. Par la suite, Shang refuse d'envoyer à Tan les renforts supplémentaires qu'il lui réclame. Fou de rage, Yuan Tan tue Ji Pang en guise de réponse au refus de son frère.
Depuis sa campagne victorieuse de Guandu, Cao Cao porte moins d'intérêt au clan Yuan, mais l'évolution de la situation l’amène à retourner en première ligne, sur les fortifications de Guandu au printemps de l'an 202. Xun Yu, un des conseillers de Cao avait mis en garde son maître, en lui disant de ne pas tourner le dos à un ennemi vaincu récemment, de peur que les restes de ses forces se regroupent et frappent par derrière. Quatre mois après la mort de Yuan Shao, Cao Cao suit les conseils de Yu et mène son armée à travers le fleuve Jaune pour attaquer ces restes à Liyang.

## La bataille
Cao Cao charge Li Dian et Cheng Yu de sécuriser les approvisionnements, alors qu’il traverse la rivière. Les provisions de l'armée de Cao doivent être transportées par voie fluviale, mais Gao Fan (高蕃), un des officiers de Yuan Shang, occupait une position fortifiée sur la rivière et bloque les livraisons. Dans un premier temps, Cao Cao suggère de transporter les marchandises par voie terrestre, mais Li Dian fait valoir que les hommes de Gao Fan sont légèrement armés et ne sont pas prêts pour un combat sur l'eau. Cao décide donc d'envoyer Li Dian et Cheng Yu attaquer Gao Fan, qui est facilement vaincu. La voie fluviale est de nouveau libre et le transport des provisions peut reprendre.
Les sources historiques divergent au sujet des événements qui suivent cette victoire. Selon l'histoire officielle du royaume de Wei, telle qu'elle est retranscrite dans les Chroniques des trois royaumes, Cao Cao gagne une série de batailles durant les six mois suivants, obligeant ainsi les frères Yuan à évacuer Liyang pour se replier sur leur capitale, la ville de Ye, que Cao assiège. Ce dernier lève soudainement le siège de la cité et se retire vers sa propre capitale, la Ville de Xu. Cependant, la biographie de Yuan Shao dans ces mêmes Chroniques, le contenu du Livre des Han postérieurs et des écrits contemporains qui font référence, comme le  Chu Shi Biao, sont en contradiction avec le récit officiel du Wei. Selon ces autres sources, et contrairement à ce que prétend la biographie officielle de Cao Cao, le repli du seigneur de guerre prend trop de temps pour s'être déroulé sans problèmes et il est donc plus que probable que les archives du Wei ont supprimé les mentions de défaites de Cao Cao dans cette région. En combinant les sources susmentionnées, on arrive à un autre compte-rendu de la bataille :
Surclassé en nombre par Cao Cao, Yuan Tan a du mal à tenir sa position à Liyang et demande de l’aide. En réponse, Yuan Shang quitte Shen Pei pour aller garder Ye et envoie son armée en renfort à Liyang. Les deux camps se combattent à l'Ouest au Sud des murs de Liyang, là où les vestiges des défenses utilisées lors de la bataille sont encore visibles à l'époque de la dynastie Tang. Durant le troisième mois lunaire de l'année 203, les frères Yuan sortent de leurs fortifications, mais Cao Cao les repousse et les force à retourner à l’abri derrière les murs de Liyang. Mais, avant que Cao Cao ne mette le siège devant Liyang, les frères s’enfuient pendant la nuit et se replient sur Ye, soixante-dix kilomètres plus au nord.
Le mois suivant, l'armée de Cao Cao poursuit les frères Yuan pendant leur retraite, jusqu'à leur arrivée à Ye. Là, toutefois, il semble qu'il surestime ses forces et est repoussé par une contre-attaque que lance Yuan Shang en sortant de la ville. Ce revers détourne provisoirement l'attention de Cao Cao du siège de la capitale des Yuan et l’amène à se concentrer sur l’assaut de la ville de Yin'an (陰安 ; située dans l'actuel Xian de Qingfeng, Henan). Afin de nourrir ses troupes, il prélève des céréales dans les greniers du sud de la Commanderie de Wei (魏郡). Durant le cinquième mois, au moment où Cao Cao est prêt à attaquer à nouveau, son conseiller Guo Jia lui conseille plutôt de profiter des tensions naissantes entre les frères Yuan :

« Yuan Shao adorait ses deux fils, mais aucun n’a été choisi pour être son héritier. Maintenant ils sont rivaux pour le pouvoir et chacun a son propre parti. Si nous leur mettons la pression, ils se soutiendront l'un l’autre ; mais si nous partons, ils commenceront à se quereller. Le meilleur plan est de partir au sud pour attaquer la province de Jing et attendre que quelque chose arrive. Quand les choses auront changé, nous pourrons alors attaquer et toute cette affaire pourra peut-être être réglée en un seul coup »

.
Cao Cao se range à l'avis de son conseiller et se retire rapidement, en faisant de Jia Xin (賈信) le chef de la forteresse servant de tête de pont à Liyang, tout en laissant probablement la position intenable de Yin'an à ses ennemis.
Alors que Cao Cao se replie en traversant le fleuve Jaune, Yuan Tan demande des renforts en troupe et matériel à Yuan Shang pour attaquer Cao pendant sa retraite. Doutant des intentions de son frère aîné, Yuan Shang refuse. Guo Tu et Xin Ping, deux des conseillers de Yuan Tan, rajoutent de l'huile sur le feu en suggérant que c’est Shen Pei, qui a suggéré à Yuan Shao d'envoyer Yuan Tan au loin et de le faire adopter par son oncle. Furieux, Yuan Tan prend la tête de son armée pour attaquer Yuan Shang et Shen Pei à Ye. Yuan Tan est vaincu et s’enfuit à Nanpi, tandis que Cao Cao rentre à Xu, sa capitale, apparemment sans encombre.

## Conséquences
Malgré ses succès initiaux, Cao Cao finit par reculer et en fin de compte conserver uniquement la tête de pont de Liyang après neuf mois de campagne. Il reste à Xu durant les trois mois suivants, peut-être pour affirmer son autorité et pour empêcher tout désordre qui pourrait découler de son absence prolongée. Pendant son séjour dans sa capitale, il publie deux proclamations visant à punir et à rétrograder des officiers qui n’ont pas réussi leurs missions, en indiquant que les rangs et les récompenses ne doivent pas être donnés à ceux qui ne les méritent pas.
La menace des frères Yuan finit par se résoudre d'elle-même, comme Guo Jia l'avait prévu. Les frères Yuan en viennent rapidement à se battre entre eux et c'est Yuan Shang qui prend le dessus dans ce conflit. Yuan Tan est finalement chassé de Nanpi et se réfugie dans Xian de Pingyuan où son frère l'assiège. Acculé, il se tourne vers Cao Cao et lui demande de l'aide. Liu Biao, le gouverneur de la Province de Jing et ancien allié de Yuan Shao, fait écrire une lettre au célèbre écrivain Wang Can, destinée à Yuan Tan et Yuan Shang. Cette missive, rédigée en son nom, veut les inciter à lutter contre leur ennemi juré Cao Cao et non pas entre eux. La lettre à Yuan Tan célèbre en particulier la victoire les frères Yuan à Ye contre leur ennemi puissant et désapprouve totalement l'alliance entre Yuan Tan et Cao Cao. Mais les remontrances de Liu Biao tombent dans les oreilles d'un sourd.
Cao Cao est engagé dans une bataille avec Liu Biao sur leur frontière commune, lorsque Xin Pi, l'ambassadeur de Yuan Tan vient le voir. Loin de proposer une alliance, Xin Pi, totalement désabusé par rapport à l'attitude des frères Yuan, suggère à Cao Cao de profiter de l’occasion pour détruire Shang et Tan, avant que les deux frères fassent la paix et unissent leurs forces. Xun Yu lui ayant déjà donné un conseil allant dans ce sens, Cao Cao accepte ce plan et simule une alliance avec Yuan Tan. En 204, Cao Cao lance une attaque contre Liyang et met en déroute l'armée de Yuan Shang à Ye en aidant Yuan Tan. Vaincu, Yuan Shang part se réfugier avec Yuan Xi. Un an après, Cao Cao accuse Yuan Tan de traîtrise, annule l’alliance et assiège Nanpi. Yuan Tan est tué durant les combats, ce qui met fin au pouvoir du clan Yuan dans le nord de la Chine, même si les derniers membres du clan ne meurent qu'en 207.